# .fo
.fo is het achtervoegsel van domeinnamen op de Faeröer. .fo domeinnamen worden uitgegeven door de regering van de Faeröer, die verantwoordelijk is voor het top level domein '.fo'.